# 浜町アーケード

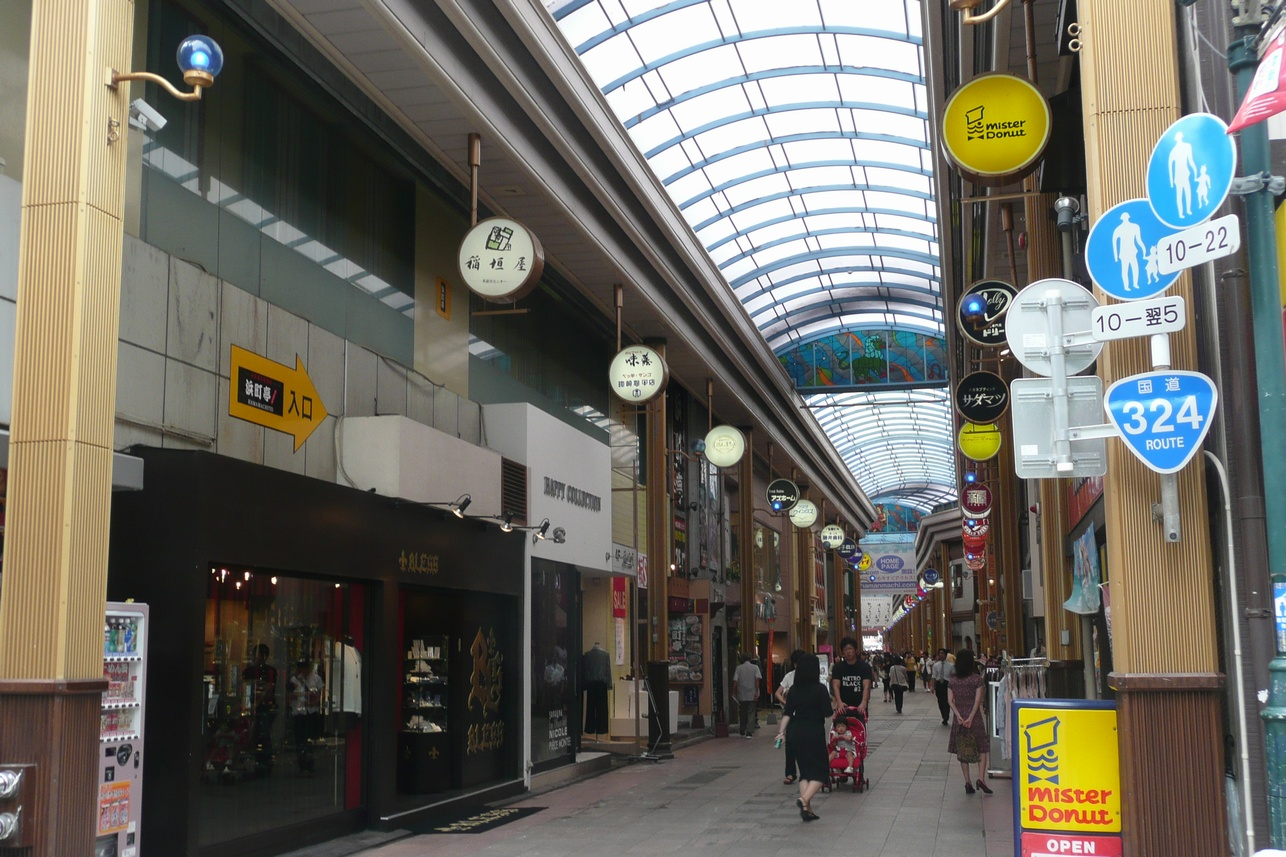
浜町アーケードは国道324号の一部でもある

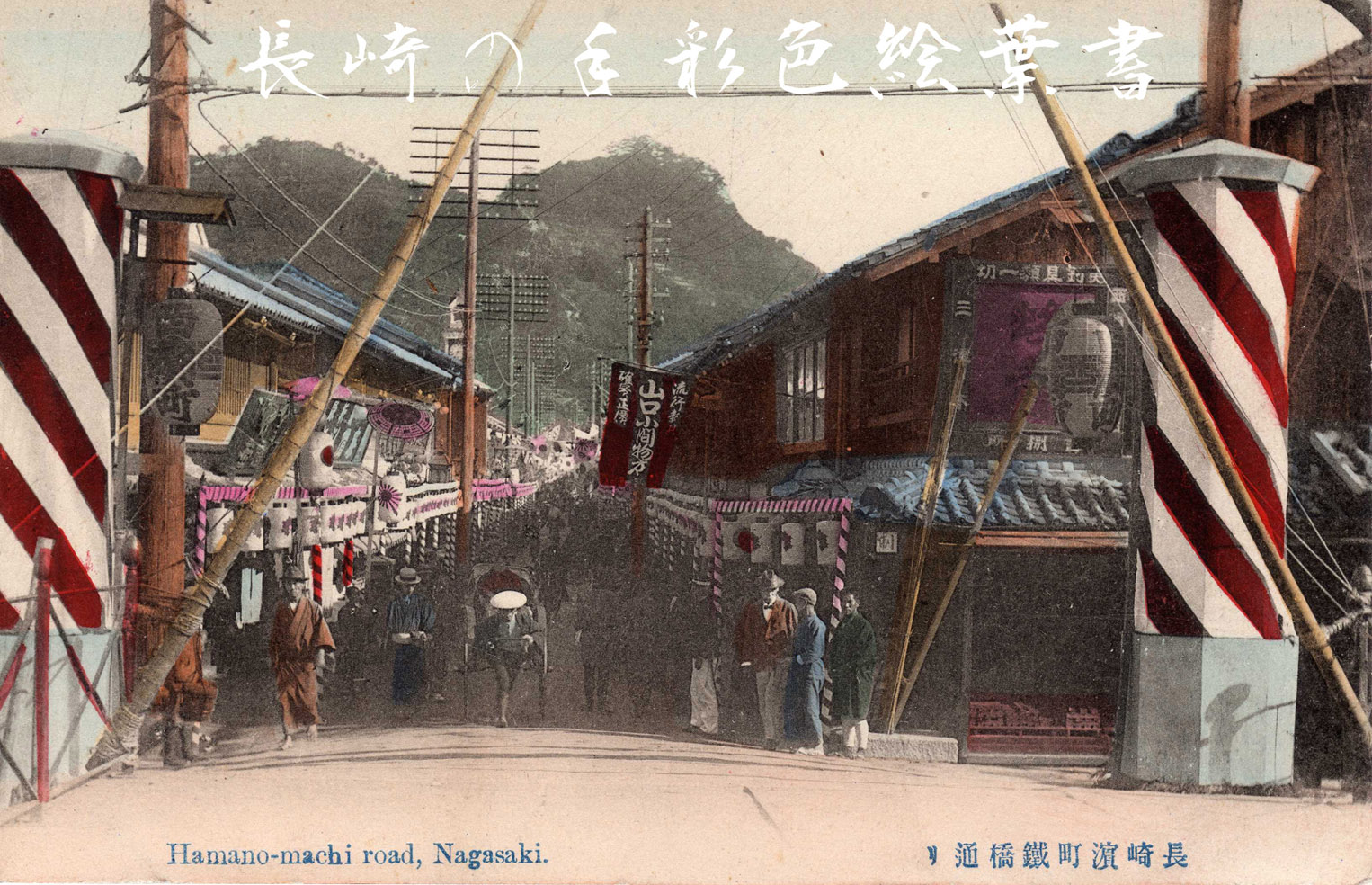
濱町アーケード　手彩色絵葉書

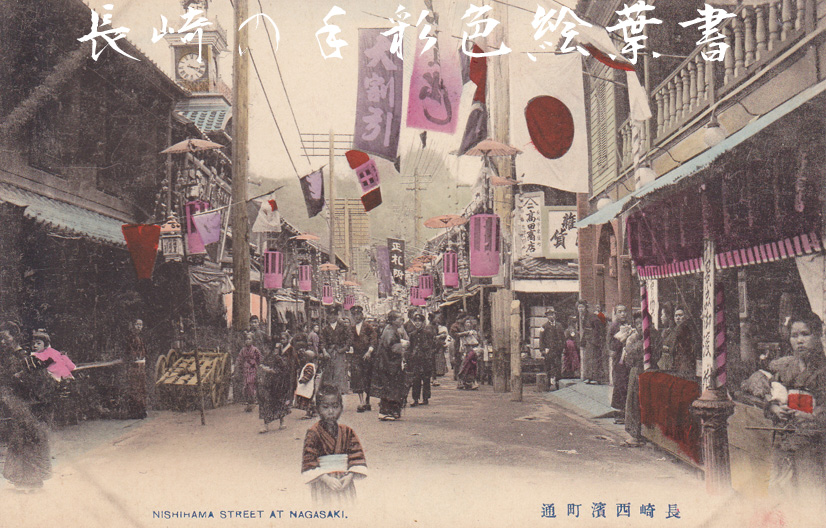
Nishi Hama Street, Nagasaki 長崎西浜町通　長崎手彩色絵葉書　明治～大正

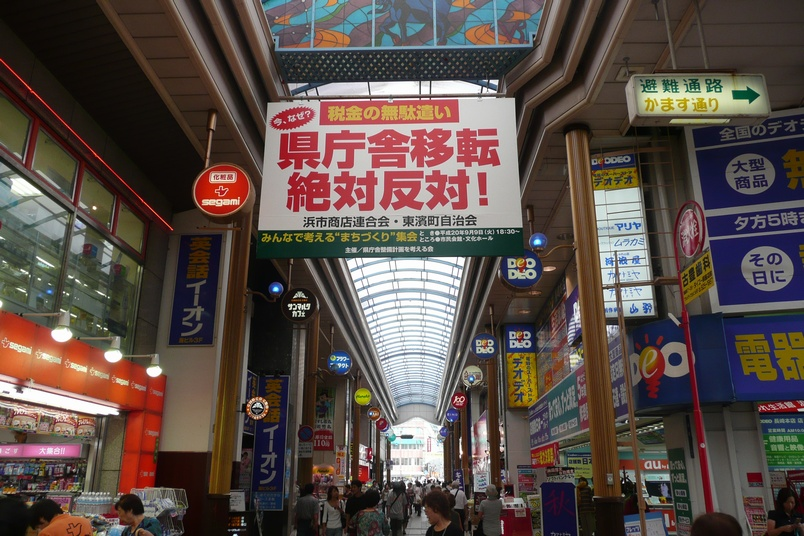
平日の11時台の様子

浜町アーケード（はまのまちアーケード）は、長崎県長崎市浜町一帯に広がる、長崎市を代表する商店街。
愛称として「浜んまち商店街」「浜んまち」とも呼ばれている。

## 概要
長崎県における地価の最も高い場所としてたびたび取り上げられる。長崎市は市街地の周囲が山に囲まれる地形的要因から郊外型の大規模店舗が少なく、他の都市の商店街がシャッター通り化している中で、全国的にも賑わいを見せている商店街である。
2008年2月1日より、Edy、iDに加えて、中華街を抱えた都市らしく銀聯 (UnionPay) が利用可能になっている。
アーケード街全域が国道324号として指定されている珍しい道路であり（同様の事例が大阪府東大阪市の一部にも存在する）、アーケード街入口には国道番号標識が設置されている。5時から10時までの時間帯を除いて歩行者専用道路であり、「車両が通行できない」という意味で酷道と揶揄されることがある。
浜んまち商店街として2009年3月に「新・がんばる商店街77選」に選ばれた。

## 代表的な店舗
- 浜屋百貨店
- ハマクロス411
- めがねのコクラヤ
- TASAKI
- S東美・Sマート・STAY
- 長崎西沢本店
- 文明堂総本店
- 石丸文行堂
- コンタクト＆メガネのアイプラス